# 그때 거기 있었습니까?
그때 거기 있었습니까?(A Fost Sau N-A Fost?, 12:08 East Of Bucharest)는 루마니아에서 제작된 코르넬리우 포룸보이우 감독의 2006년 드라마, 코미디 영화이다. 마리시아 안드레스쿠 등이 주연으로 출연하였고 코르넬리우 포룸보이우 등이 제작에 참여하였다.
2006년 개봉하였으며 칸 영화제에서 상영되었다. 미국에서 East of Bucharest와 12:08 Bucharest라는 제목으로 개봉하였다.

## 출연

### 주연
- 마리시아 안드레스쿠
- 아이온 사프다루
- 테오도르 코반

### 조연
- 루미니타 게오주
- 뤼시앙 이프티메
- 앤 마리에 체르틱